# Rozmaz

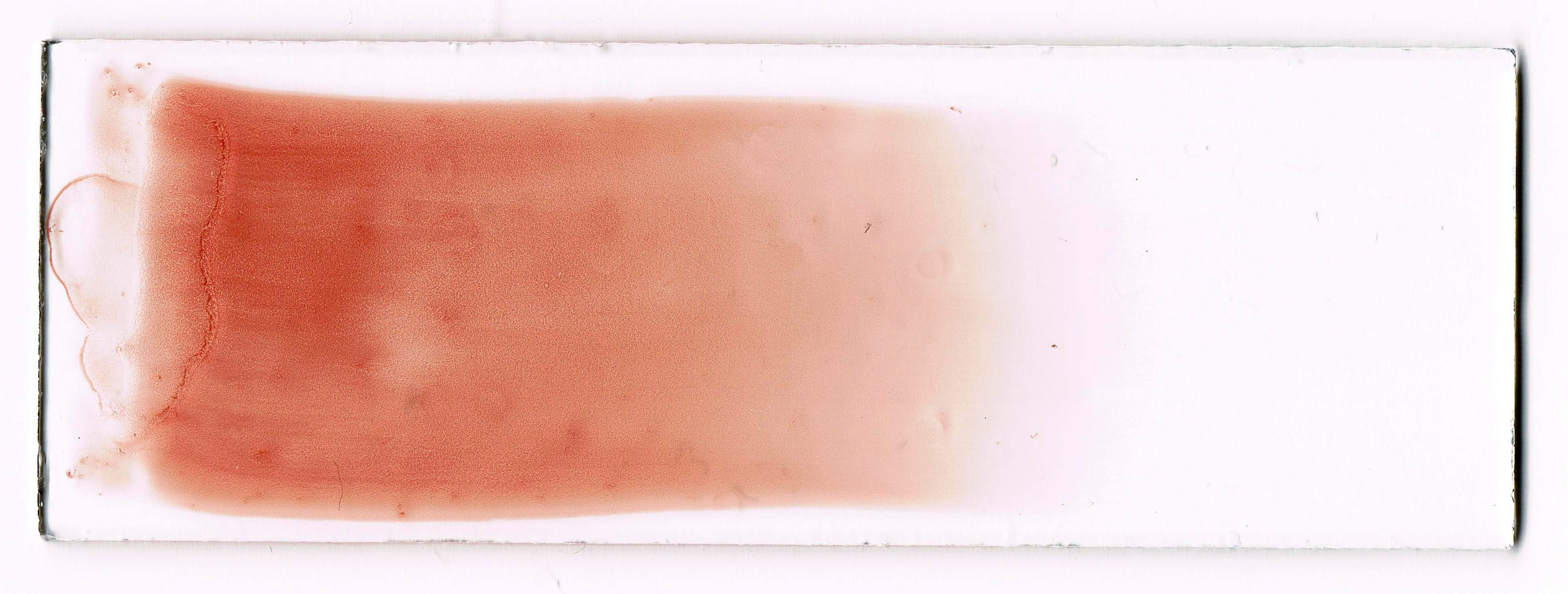
Niebarwiony rozmaz krwi człowieka.

Rozmaz – rodzaj preparatu mikroskopowego, na którym kroplę krwi (rozmaz krwi), szpiku kostnego (mielogram), zawiesiny bakterii, bioptatu, itp. rozprowadza się (rozmazuje) na szkiełku podstawowym w celu wykonania badania mikroskopowego.